# 郡ダム
郡ダム（こおりダム）は、千葉県君津市郡、二級河川・小糸川水系郡川に建設されたダム。高さ38.2メートルのアースダムで、千葉県営の工業用水道ダムである。

## 概要
1972年（昭和47年）12月に完成。郡ダムの水は郡川のものではなく、約10km南の富津市内を流れる湊川の取水場から導水管で送られてきたものである。渇水期にダムの水を放流し、小糸川下流の君津市人見の浄水場で浄水を行い、工業用水に利用している。

## 周辺
ダム湖の周囲には遊歩道が整備されている（一部は林道）。一方、ダム湖での遊泳や釣りなどは禁止されている。
- 千葉県道298号絹郡線
- 三舟山